# Dorcadion glabrofasciatum
Dorcadion glabrofasciatum är en skalbaggsart som beskrevs av Daniel K. 1900. Dorcadion glabrofasciatum ingår i släktet Dorcadion och familjen långhorningar. Inga underarter finns listade i Catalogue of Life.